# Offsettryk
Offsettryk er en form for plantryk (planografi), dvs. det er udviklet fra litografien (stentryk) og som denne baseret på det litografiske princip, at trykfarve med (vegetabilsk) olie som bindemiddel skyr vand. Den var betinget af fotografiske teknikker og blev opfundet i 1904 i USA af Ira Washington. En forløber for offset til tryk på papir var engelsk metode til tryk på tin (emballage og lignende). Richard March Hoe opfandt i 1843 offset-rotationspressen, med en metalcylinder i stedet for Aloys Senefelders litografiske stenplade.

olie skyr vand:
Offsettrykpladen med det retvendte trykbillede påføres vand (fugt). Trykbilledet skyr vand, hvorpå farvevalser med den oliebaserede trykfarve afsættes på trykpladen netop dér hvor der ikke er fugtet med vand. Deraf navnet "offset". Trykpladen afsætter et spejlvendt billede med trykfarven på en gummivalse, der herpå afsætter trykket på papiret.
Selve offset trykkemaskinen eller "trykpressen" har ikke undergået de store forandringer siden mellemkrigsårene. Måske bortset fra offset-rotationspressen, der navnlig havde avisproduktion for øje. Men forarbejdet til fremstillingen af offsetplader, selvom de groft sagt benyttede de samme gamle principper fra begyndelsen af 1900-tallet, har undergået en teknologisk udvikling, der stadigvæk pågår.
I offsettryk er trykmediet en plade, oftest af aluminium, hvis overflade er gjort modtagelig for fugt (vand med additiver (typisk alkohol). Pladen er dækket med en lysfølsom polymer (emulsion). Denne polymer belyses gennem en fremkaldt fotografisk film, direkte i en lasersættemaskine, CTP (Computer to Print). Trykpladen kaldes her for Ablation Plate (ablationsplade), idet trykbilledet brændes fast til pladen med laserteknik der i det store og hele overflødiggør fremkaldervæske og fixér: økonomisk tidsbesparende og miljøvenligt fravær af fotografiske kemikalier, der indgår i den traditionelle pladefærdiggørelse med negativ film som mellemkopi, hvor de belyste områder hærdes, mens de ikke-belyste områder af polymeren fjernes. 
Pladen anbringes nu på en cylinder i trykmaskinen, som ovenfor skitseret. 
Frem til ca. 1965 var højtryk fremherskende trykteknik (bortset fra fotogravure til kulørte blade i meget store oplag) . Højtryk med blysats og kostbare klicheer til billeder Desuden blev satsen slidt under trykket, og ved nogle systemer skulle de løse blytyper genbruges, hvilket gav uens slitage). Fordelen ved offsettryk, baseret som den er på reprofotografiske arbejdsgange ("repro"), at billeder kunne gengives billigere og bedre end med klicheer i højtryksteknikken.  
Udviklingen af foto- og filmsats gjorde også offsetteknikken konkurrencedygtig i tekstbaseret reproduktion, "brødtekst". Det næste skridt var skærmombrydningens gennembrud, omkring 1985-90, dvs typografisk tilrettelægning ikke som hidtil i papirmontage (eller ved at montere negativfilm) men derimod i særlige computerprogrammer (DTP-programmer).   
Ved tilrettelæggelsen af Telefonbøger (navnebøger "de hvide sider") uden billedelementer (firmaannoncer i fagtelefonbogen, "de gule sider") blev arbejdsgangen med papirmontage sprunget over, idet trykbilledet blev overført direkte til negativfilm, dvs. på lith-film, der kun kunne gengive sort-hvid, ikke gråtonerne imellem. En fordel ved off-set var selve trykprocessens mekaniske aspekt under selve trykningen, nemlig at offset-trykpladen består af én enkel komponent (nemlig trykpladen), mens der i højtryk med sin blysats opereres med mange elementer: stregklicheer, autoklicheer (med raster), maskinsats og håndsats (til overskrifter og titelblad); disse elementer afgiver et forskelligt pres mod trykemnet (papiret), som (gennem prøvetryk) forsøgtes afstemt ved en teknik der krævede håndværksmæssig opmærksomhed og håndelag, foruden mange prøvetryk.  
Offset-trykpladen derimod, monteres en valse og udøver et ensartet pres. Desuden ikke kommer trykpladen ikke ni direkte kontakt med trykemnet, og "holder" derfor til store oplag: Gummivalsen tager slæbet, modsat højtrykkets sats og klicheer, der udsættes for stort tryk og deraf følgende slitage.  
Herhjemme anlagde forlaget Gyldendal trykkeriet Nordisk Bogproduktion i Haslev på Sjælland, med det formål at trykke romaner og lign. 
Trykmaskinen påføres vand til trykpladen fra et fugteværk, vandet sætter sig kun på de kornede, udækkede områder af trykpladen. Fugtevandet er normalt tilsat alkohol og et hårdhedsregulerende middel. Derefter påfører valser trykfarve, der så ikke sætter sig på trykpladen, der hvor denne er fugtig. Trykpladen presses nu mod en gummibeklædt valse, hvor trykfarven overføres til gummiet. Gummivalsen rører nu papiret, der presses mod denne af en anden valse. Farven afsættes nu på papiret. Deraf navnet offset.
Offset har fuldstændigt afløst bogtryk til større oplag. Offset havde førhen også en større udbredelse på mindre trykmaskiner, det kaldtes kontoroffset (f.eks. Rotaprint). Dette er nu afløst af xerografisk tryk, Digital Printing med udgangspunkt i PDF eller som fotokopier.
Fremtiden.
Miljømæssige og økonomiske hensyn vil på sigt muligvis erstatte aluminiumspladerne med plastic. Trykplader af særligt præpareret papir til små oplag forekom allerede omkring 1940. "Print on Paper"/tryk på papir i fremtiden: Offset med oliebaseret trykfarve vil måske fusionere med Digital Print: I digital print dannes trykbilledet typisk elektrostatisk og farvepigmenter indkapslet i mikroplast brændes fast på trykemnet (eller rettere smeltes ind i det med varmevalser efter strygejernsprincippet, sådan som det kendes fra laserprintere og fotokopieringsmaskiner). Overfor det sidste med farvens - eller mere præcist: sammensætningen af bindemidlet i trykfarven/toneren - har den litografiske offsetmetode baseret på at vand skyr olie - stadig sin store praktiske og økonomiske fordel, især til mellemstore og store oplag. Den fotografiske bearbejdelse af det grafiske forlæg vil yderligere blive digitaliseret og automatiseret. Ulempen ved offset, bortset fra det tekniske apparat, er den kostbare og omstændelige pladefremstilling. Denne videreudvikles i en ikke fjern fremtid. Det er mindre en teknologisk udfordring end et spørgsmål om afvejning af økonomi og kvalitet.